# Zé Diogo
José Diogo Castro Ferradeira dos Santos (sinh ngày 9 tháng 2 năm 1994), hay Zé Diogo, là một cầu thủ bóng đá người Bồ Đào Nha thi đấu cho Merelinense F.C. ở vị trí tiền vệ chạy cánh.